# Sân bay Rzeszów-Jasionka
Sân bay Rzeszów-Jasionka (IATA: RZE, ICAO: EPRZ) là một sân bay quốc tế ở đông nam Ba Lan, tại Jasionka, một làng cách trung tâm thành phố Rzeszów 10 km. Đây là sân bay tấp nập thứ 7 ở Ba Lan, phục vụ các tuyến bay xuyên Đại Tây Dương.
Sân bay Rzeszów-Jasionka có đường băng dài thứ nhì trong các sân bay ở Ba Lan, dài 3200 mét rộng 45 mét. Trong giai đoạn 2005-2007, sân bay này đạt mức tăng trưởng lần 32,54%, 126,16% và 30,53% đối với lượng khách thông qua, đạt 274.272 lượt khách trong năm 2007..
Từ tháng 1 năm 2008, sân bay này có tuyến bay quốc tế nối với Dublin và London-Stansted, ngoài tuyến nối với Warsawa. Ngày 2 tháng 6 năm 2007, LOT Polish Airlines bắt đầu phục vụ bay theo mùa bằng máy bay Boeing 767 nối với Sân bay quốc tế John F. Kennedy của Thành phố New York và Sân bay quốc tế Newark Liberty của Newark.

## Các hãng hàng không và tuyến bay
| Hãng hàng không                                    | Các điểm đến                                                                                                  |
| -------------------------------------------------- | --- |
| LOT Polish Airlines                                | Warsaw, Newark, Tel Aviv                                                                                      |
| LOT Polish Airlines cung ứng bởi EuroLOT           | Warsaw |
| Lufthansa Regional cung ứng bởi Lufthansa CityLine | Frankfurt |
| Ryanair                                            | Birmingham, Bristol, Dublin, East Midlands, Frankfurt-Hahn, Girona, London-Luton, London-Stansted, Manchester |